# 賀爾·賀爾布魯克
小哈罗德·路維·"賀爾"·賀爾布魯克（英語：Harold Rowe "Hal" Holbrook, Jr.，1925年2月17日—2021年1月23日），美國老牌影星及舞台劇演員。賀爾布魯克在1954年飾演馬克吐溫的獨腳戲而成名，在1966年電影The Group首次拍電影，之後拍攝多部電影及電視劇都廣受影迷認識，例如1976年在電影《驚天大陰謀》飾演深喉。
2012年，他參演了史匹堡電影《林肯》，是賀爾近年來一部拍攝的電影。
2021年1月23日，於洛杉磯比華利山家中逝世，享年95歲。

## 扩展阅读
- Holbrook, Hal. . New York: Ives Washburn. 1959.
- Young, Jordan R. . Beverly Hills: Moonstone Press. 1989. ISBN 978-0-940410-85-5.
- Holbrook, Hal. . Farrar, Straus and Giroux. 2011  [2017-01-05]. ISBN 978-1-4299-6901-7. （原始内容存档于2016-06-03）.